# Hantaviren

Schemazeichnung eines Virions der Familie Hantaviridae

Genomkarte der Gattung Orthohantavirus

Die Familie Hantaviridae aus der Ordnung der Bunyavirales umfasst neben wenigen Spezies der Gattungen Loanvirus, Mobatvirus und Thottimvirus vor allem zahlreiche Arten der Gattung Orthohantavirus: unter anderem die humanpathogenen Arten Hantaan-Virus (HTNV), Puumala-Virus (PUUV), Dobrava-Belgrad-Virus (DOBV), Seoul-Virus (SEOV), Sin-Nombre-Virus (SNV) und Andes-Virus (ANDV). Diese behüllten Einzel-Strang(−)-RNA-Viren [ss(−)RNA] verursachen je nach Virustyp verschiedene Erkrankungen. Dazu zählen schwere Lungenerkrankungen (Pneumonie), ein akutes Nierenversagen (nephrotisches Syndrom) oder hämorrhagische Fiebererkrankungen. Die Viren sind weltweit verbreitet und treten auch in Mitteleuropa auf. Sie werden durch den Kot oder Urin infizierter Nagetiere (Mäuse und Ratten), der als Staub eingeatmet wird, auf den Menschen übertragen. Die infizierten Nagetiere selbst zeigen keine Krankheitssymptome. Die menschlichen Erkrankungen verlaufen unterschiedlich schwer. Während die in Mitteleuropa auftretenden Puumala-Virus-Infektionen in weniger als 1 Prozent der klinisch auffälligen Fälle tödlich verlaufen, beträgt die Letalität bei Infektionen mit dem in Ostasien auftretenden Hantaan-Virus und mit dem auf dem Balkan zu findenden Dobrava-Virus bis zu 15 Prozent und bei den amerikanischen Hantaviren (Sin-Nombre-Virus, Andes-Virus und andere) etwa 30–40 Prozent.
Der Name Hanta geht auf den Fluss Hantan in Südkorea zurück, an dem in den 1950er-Jahren während des Koreakrieges mehr als 3.000 amerikanische Soldaten an einem ungewöhnlich starken Fieber häufig mit einem anschließenden Nierenversagen erkrankten. Erst 1977 gelang es Ho Wang Lee und anderen, das bis dahin unbekannte Hantaan-Virus (HTNV) zu isolieren. Auf diese Historie geht die Bezeichnung Korea-Fieber für durch humanpathogene Orthohantaviren verursachte Erkrankungen (englisch Hantavirus hemorrhagic fever with renal syndrome, HFRS) zurück.

## Übertragung und Inkubationszeit
Die Übertragung geschieht durch verschiedene Nager, die mit dem Speichel, den Fäkalien und dem Urin (Virurie) große Mengen an Erregern ausscheiden. Bei den Nagern sind vor allem Mäuse, in Deutschland besonders die Rötelmaus, als Überträger festgestellt, die jedoch selbst nicht erkranken, auch wenn sie, einmal infiziert, lebenslang infektiös bleiben. Die Übertragung auf den Menschen erfolgt sowohl durch Kontaktinfektion als auch durch orale, überwiegend jedoch durch respiratorische Aufnahme der Erreger durch die Atemwege, seltener durch Nagetierbisse. Eine typische Situation, bei der eine Übertragung mit relativ hoher Wahrscheinlichkeit erfolgen kann, ist beispielsweise das Ausfegen einer im Winter nicht genutzten Hütte im Frühjahr. Generell sind vor allem Personen gefährdet, die in der Land- und Forstwirtschaft arbeiten oder sich viel in der Natur aufhalten. In Asien sind häufig Reisbauern betroffen. Eine Mensch-zu-Mensch-Übertragung ist nur bei einem Ausbruch in Südamerika 1996 beschrieben worden.
Die Inkubationszeit beträgt je nach Virustyp zwischen 5 und 60 Tagen.

## Verursachte menschliche Erkrankungen

### Hantaviren in Europa und Asien

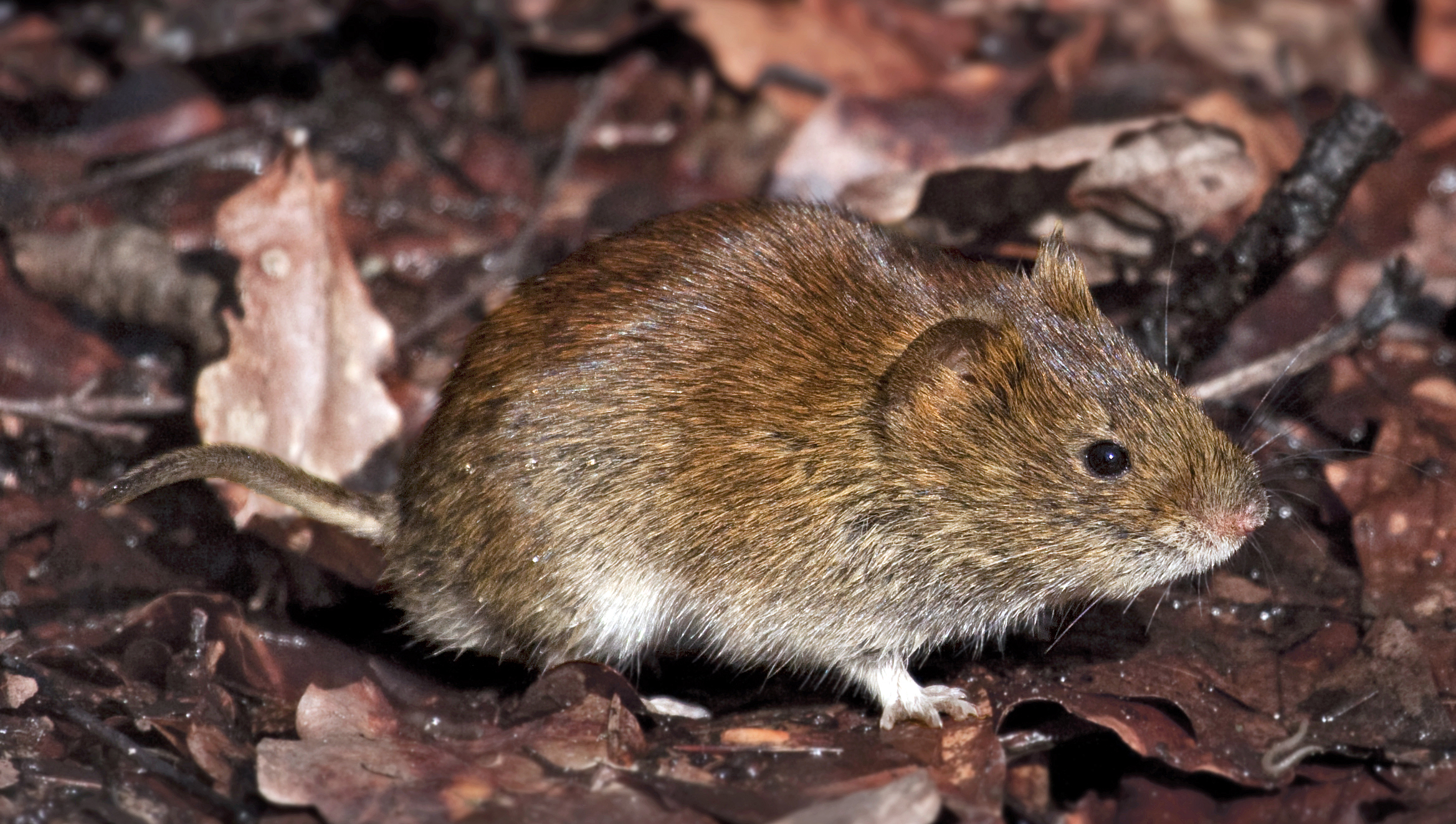
Die Rötelmaus ist in Mitteleuropa Hauptüberträgerin des Puumala-Virus

Bei den europäischen und asiatischen Hantaviren stehen eine Nierenschädigung, die bis zum (meist reversiblen) akuten Nierenversagen führen kann, sowie eine fieberhafte Erkrankung mit Störung der Blutgerinnung und Blutungsneigung im Vordergrund. Der Symptomkomplex wird oft als „hämorrhagisches Fieber mit renalem Syndrom“ (HFRS) bezeichnet. In Europa kommen das Dobrava-Belgrad-Virus und Puumala-Virus vor, die leichte bis mittelschwere Verläufe verursachen. Als Überträger sind für das Puumala-Virus die Rötelmaus, für das Dobrava-Virus die Brandmaus und die Gelbhalsmaus identifiziert worden. Die durch das auch in Deutschland und Skandinavien häufig vorkommende Puumala-Virus ausgelöste Nierenschädigung wird auch als Nephropathia epidemica (NE) bezeichnet. Dabei treten sehr selten Blutungen auf.
Klinisch äußert sich die Infektion mit abrupt einsetzendem Fieber, Kopfschmerzen, Gliederschmerzen, Blutdruckabfall, neurologischen Symptomen (Sehstörungen) und Zeichen der Nierenschädigung. Labormedizinisch kommt es zu Blutbildveränderungen (Thrombozytopenie), zu einem Anstieg von Serum-Kreatinin, zu einer Mikrohämaturie, zu einer Proteinurie und zu einem Rückgang der glomerulären Filtrationsrate. Akute Glaukomanfälle, eine Beteiligung des zentralen Nervensystems (ZNS), Myokarditiden und intestinale (den Darm betreffende) Blutungen können als Komplikationen auftreten. Die Erkrankung heilt meist folgenlos aus.
Die durch die südosteuropäische Variante des Dobrava-Virus hervorgerufenen HFRS-Erkrankungen neigen zu signifikant schwereren Verläufen und weisen eine Letalität von bis zu 12 % auf. Ähnliches gilt für das durch den Hantaan-Genotyp verursachte ostasiatische Erkrankungsbild, bei dem die Todesrate etwa 15 % beträgt.
Erkrankungen durch Hantaviren müssen bei schwerem Verlauf im Krankenhaus behandelt werden, andernfalls kann die Erkrankung zum Tode führen. Eine Anämie kann Monate fortdauern. Der Nachweis von Hantaviren oder einer Hantavirus-Infektion ist in Deutschland seit dem 1. Januar 2001 meldepflichtig.

### Hantaviren in Nord- und Südamerika

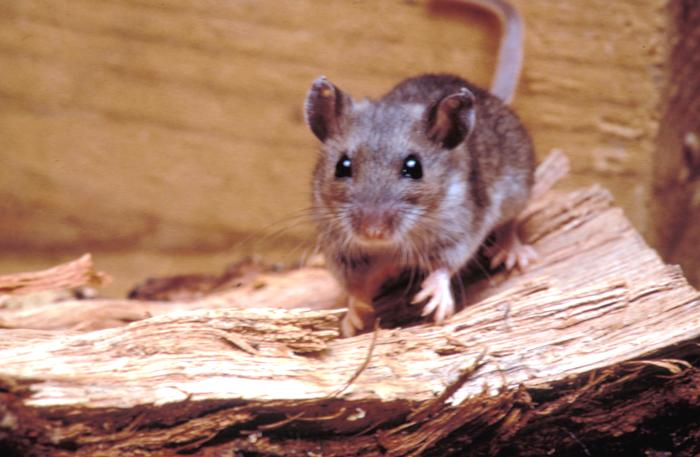
Die amerikanische Hirschmaus (Peromyscus maniculatus) aus der Gattung der Weißfußmäuse, einer der Hauptüberträger von Hantaviren

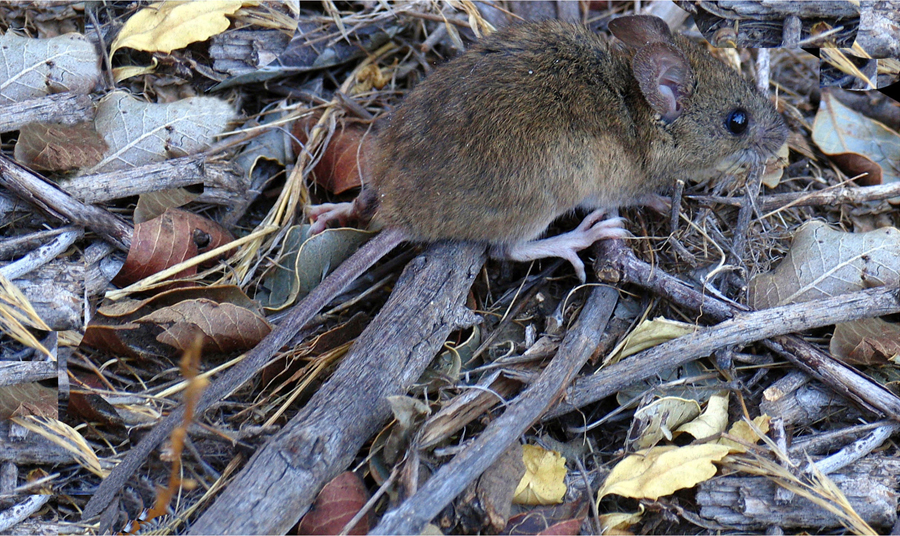
Die Langschwanz-Zwergreisratte (Oligoryzomys longicaudatus), ein Hauptüberträger in Südamerika

Bei den auf dem amerikanischen Doppelkontinent vorkommenden Hantaviren stehen in der Regel nicht die Nierenschädigung oder ein hämorrhagisches Fieber im Vordergrund, sondern eine schwere Lungenentzündung (Pneumonie) mit Lungenödem (Hantavirus-assoziiertes pulmonales Syndrom, abgekürzt HPS, synonym auch Hantavirus cardiopulmonary syndrome, HCPS). Die Erstbeschreibung dieser Erkrankung erfolgte im Jahr 1993, nachdem im Grenzgebiet der vier Bundesstaaten New Mexico, Utah, Arizona und Colorado (einer Region, die als „Four Corners“ bekannt ist) mehrere Fälle einer schweren Lungenentzündung bei Navajo-Indianern auftraten, von denen einige tödlich endeten. Die Umstände und die Epidemiologie dieses Ausbruchs wiesen auf eine infektiöse Ursache der Lungenentzündung hin. Wissenschaftler der Centers for Disease Control and Prevention (CDC) konnten in der Folge nachweisen, dass die Erkrankung durch ein neues, bis dahin nicht bekanntes Hantavirus verursacht wurde. Das Virus wurde sowohl am CDC als auch am United States Army Medical Research Institute of Infectious Diseases (USAMRIID) isoliert und erhielt zunächst den Namen Muerto Canyon virus, später geändert in Sin Nombre virus (SNV).
Da bekannt war, dass Hantaviren durch Nagetiere übertragen werden, wurde eine umfangreiche Suche nach dem Überträger dieser lokalen Hantavirus-Epidemie in der betroffenen Region eingeleitet. Zahlreiche Nagetiere wurden in Fallen gefangen und untersucht. Dabei stellte sich heraus, dass Weißfußmäuse (Peromyscus maniculatus, englisch deer mouse) die Hauptüberträger dieses neu entdeckten Hantavirus waren. Diese Neuweltmäuse leben häufig in der Nähe menschlicher Ansiedlungen oder auch direkt in älteren Häusern. Untersuchungen noch im selben Jahr 1993 ergaben, dass auch andere verwandte Hantaviren ein ähnliches Krankheitsbild auslösen können. Bei zwei Personen aus Louisiana und aus Florida mit HPS wurden zwei neue Hantaviren entdeckt, das später so benannte Bayou virus und das Black Creek Canal virus. Als Überträger wurden Reisratten (Oryzomys) bzw. Baumwollratten (Sigmodon hispidus) identifiziert.
Bei den nordamerikanischen Hantaviren („new world hanta viruses“) und besonders beim Sin-Nombre-Virus beträgt die Inkubationszeit zwei bis vier Wochen, gefolgt von einer Prodromalphase. Dabei tritt ein hohes Fieber auf, es kommt zu Muskelschmerzen, zu starken Kopf- und Nackenschmerzen, zu einem allgemeinen Krankheitsgefühl, zu einer Körperschwäche, zu Bauchschmerzen, zu Übelkeit und Erbrechen und gelegentlich zu einem Durchfall. Es entwickeln sich eine schwere Leukozytose mit Bandämie und eine Thrombozytopenie. Nieren und Leber sind typischerweise nicht involviert. Abrupt kann es nach drei bis fünf Tagen zu einer Verschlechterung und zu einer Progression in die „kardiopulmonale Phase“ mit Atemnot, nichteitriger Sekretion, bis hin zum akuten Lungenversagen und myokardialen Dekompensation kommen, die mit einer Letalität von 40 % verbunden ist. Sehr früh werden spezifische Antikörper gebildet, neben IgM auch innerhalb weniger Tage IgG-Antikörper.
Später wurden weitere Hantaviren bei Patienten mit Lungensymptomen in Argentinien, Brasilien, Kanada, Chile, Paraguay und Uruguay beschrieben. Im Südkegel Südamerikas gilt die Langschwanz-Zwergreisratte Oligoryzomys longicaudatus als Hauptüberträger von Hantaviren, die je etwa in der Hälfte der Erkrankungsfälle die fiebrige Nierenform (HFRS) und die sehr gefährliche Herz-Lungenform (HCPS) der Hantavirenkrankheit verursachen. Der dominierende Erreger ist das 1998 in Argentinien identifizierte Andes-Virus (ANDV), das neben HPS/HCPS häufiger als das Sin-Nombre-Virus auch HFRS hervorruft.

## Diagnose
Die Diagnose einer Hantavirus-Infektion wird zum einen aufgrund des typischen Krankheitsbildes (siehe oben) und zum anderen aufgrund von spezifischen Laborwerten gestellt. Die direkte Erregerisolation ist im Tierversuch und in Zellkulturen zu Krankheitsbeginn möglich, aber ungebräuchlich. Der serologische Nachweis (d. h. Nachweis von Antikörpern gegen das Virus im Blut) wird im Immunfluoreszenztest und mittels ELISA erbracht. IgM-Antikörper sind nur einige Wochen nachweisbar, wohingegen die 14 Tage nach Krankheitsbeginn auftretenden IgG-Antikörper jahrelang bestehen bleiben können.

## Therapie
Die Therapie ist vor allem symptomatisch und unterstützend mit ausreichender Flüssigkeitszufuhr, intensivmedizinischer Versorgung und Intubation bei Ausbildung eines akuten Lungenversagens bzw. mit einer Dialyse bei akuter Niereninsuffizienz.
Das antiviral wirksame Ribavirin zeigt im Laborversuch zwar eine gute Aktivität gegen Hantaviren, die therapeutischen Ergebnisse sind aber uneindeutig und die schweren Nebenwirkungen führen dazu, dass es in der Regel nicht verwendet wird.

## Vorsorge

### Impfung
Eine Impfung gegen Hantaviren befindet sich erst im Entwicklungsstadium.

### Hygiene
Das größte Infektionsrisiko für eine Hantavirus-Infektion besteht, wenn eine Person einen Kontakt mit Nagern oder deren Ausscheidungen hat. Zur Infektionsverhütung können Nagetiere im Umfeld menschlicher Siedlungen bekämpft werden. Ist ein Kontakt nicht zu vermeiden, zum Beispiel beim Reinigen befallener Bereiche, wird empfohlen, Nagetierkadaver zunächst mit Desinfektionsmittel einzusprühen und dann ausschließlich mit Einmalhandschuhen zu entfernen. Ein Anfeuchten betroffener Flächen, beispielsweise in Schuppen oder Scheunen, vermindert das Aufwirbeln von Staub. Vor Reinigungsarbeiten ist der betroffene Bereich durchzulüften, während der Arbeiten sollten Mundschutz und Handschuhe getragen werden. Verschmutzte Flächen sollten nach dem Reinigen desinfiziert werden. Generell gehören dicht schließende Mülleimer sowie regelmäßiges Reinigen und Lüften zu den vom Robert Koch-Institut empfohlenen Vorbeugemaßnahmen.

## Vorkommen
Europa (NE)
NE = Nephropathia epidemica

Weltweite Inzidenz von Hantavirus-Infektionen (absolute Fallzahlen pro Jahr und Land). Es handelt sich meist um Schätzungen bzw. Mittelwerte. Für viele Länder existieren keine genauen Fallzahlen.

HFRS = Hämorrhagisches Fieber mit renalem Syndrom

HPS = Hantavirus-assoziiertes pulmonales Syndrom
Hantaviren sind weltweit verbreitet. Für die meisten Länder existieren aber keine genauen epidemiologischen Kennzahlen. Einen Eindruck vermittelt die nebenstehende Karte. Es ist davon auszugehen, dass viele Hantavirus-Infektionen, insbesondere in Ländern mit weniger entwickeltem Gesundheitssystem, nicht erkannt werden, da z. B. nicht an die Möglichkeit einer infektiösen Ursache gedacht wird.

### Europa
Die höchsten Fallzahlen werden aus Schweden und Finnland gemeldet. In Mitteleuropa sind beispielsweise einige Regionen in Niedersachsen, Hessen, Bayern und Baden-Württemberg sowie in Österreich Teile der Steiermark als Endemiegebiete für das Puumala-Virus bekannt, während in Norddeutschland, vor allem aber in Ost- und Südosteuropa, das Dobrava-Belgrad-Virus endemisch ist. Besonders im Frühjahr kann es dadurch zu Erkrankungen mit plötzlichem Nierenversagen kommen.

#### Deutschland
Da Hantavirus-Erkrankungen in Deutschland erst seit 2001 meldepflichtig sind, liegen für die Erkrankungsraten aus früheren Jahren keine verlässlichen Daten vor. Etwa 1–2 Prozent der Bevölkerung weisen Hantavirus-spezifische Antikörper auf. Die Zahl der gemeldeten Erkrankungen liegt jedoch weit darunter, was zum einen darauf hinweist, dass die Infektion häufig ohne klinische Symptome abläuft. Zum anderen wird aber auch bei entsprechenden klinischen Symptomen (Nierenschaden) nicht immer an eine infektiöse Ursache gedacht. Mit 2017 gemeldeten Fällen gehörten Hantavirus-Infektionen im Jahr 2010 zu den fünf häufigsten meldepflichtigen Viruserkrankungen in Deutschland (nach Noroviren (140519), Rotaviren (54051), Hepatitis C (5301) und Influenza (3468)). Auffällig sind die jährlich großen Unterschiede der Erkrankungsfälle: Während in einigen Jahren weit über 1000 Fälle gemeldet wurden, lagen die Fallzahlen in anderen Jahren zum Teil nur bei wenigen Hundert. Im Jahr 2006 wurden sogar nur 72 Erkrankungen gemeldet. 2016 wurden bundesweit 282 Fälle erfasst, 2017 hingegen 1731. Auch regionale Unterschiede bestehen: Hohe Fallzahlen wurden 2007 und 2010 aus Baden-Württemberg von der Schwäbischen Alb gemeldet, aber auch aus dem Bayerischen Wald, aus dem Spessart, aus Köln und aus dem Münsterland. Es wird ein Zusammenhang mit dem Vorkommen von Buchenwäldern vermutet, da sich die Rötelmaus von Bucheckern ernährt. Im Frühjahr 2021 ist von einer Gruppe Wissenschaftler um Jörg Hoffmann in Deutschland die erste Infektion von Menschen mit einem Tula-Virus berichtet worden. Tula-Viren, die zu den Hanta-Viren zählen, werden wahrscheinlich durch Feldmäuse übertragen und haben bei dem betroffenen 21-Jährigen zu einem akuten Nierenversagen geführt.
| Jahr                                | Anzahl der Infektionen* |
| ----------------------------------- | ----------------------- |
| 2001                                | 182                     |
| 2002                                | 228                     |
| 2003                                | 144                     |
| 2004                                | 242                     |
| 2005                                | 447                     |
| 2006                                | 72                      |
| 2007                                | 1.687                   |
| 2008                                | 243                     |
| 2009                                | 181                     |
| 2010                                | 2.016                   |
| 2011                                | 305                     |
| 2012                                | 2.825                   |
| 2013                                | 161                     |
| 2014                                | 574                     |
| 2015                                | 829                     |
| 2016                                | 282                     |
| 2017                                | 1.731                   |
| 2018                                | 235                     |
| 2019                                | 1.757                   |
| 2020                                | 230                     |
| 2021                                | 1.722                   |
| 2022                                | 143                     |
| 2023                                | 337                     |
| 2024                                | 418                     |
| Durchschnitt (Gesamt)               | 708 (16.959)            |
| Quelle: RKI; Stand: 2. Januar 2025* |                         |

Hantavirus-Fälle in Deutschland 2012 nach Landkreis (Wohn-/Aufenthaltsort des Falles) Fälle entsprechend der Referenzdefinition des Robert Koch-Instituts; Datenstand: 29. Aug. 2012:
0 Fälle
1 Fall
2 Fälle
3 – 8 Fälle
> 8 Fälle

*) nur klinisch-labordiagnostische Fälle

#### Österreich
In Österreich ist das Puumala-Virus das am häufigsten nachgewiesene Hantavirus. In den Jahren 2004 bis 2011 wurden landesweit durchschnittlich 20 Infektionen bekannt, allerdings mit großen Unterschieden zwischen einzelnen Jahren. So gab es 2007 knapp 80 Infektionen. Im Jahr 2012 zeigte sich wie auch in Deutschland eine ungewöhnliche Häufung von Hantavirus-Infektionen; in den ersten sieben Monaten wurden schon 180 Fälle gezählt. Die Letalität wird mit 0,2 % angegeben. Im Jahr 2011 wurde erstmals auch eine vermutlich in Österreich erworbene Infektion mit Dobravaviren diagnostiziert, die schwerere Krankheitsverläufe auslösen. Die meisten der zwischen 1993 und 2010 dokumentierten Hantavirusinfektionen ereigneten sich in der Steiermark, in Kärnten (vor allem im Bezirk Wolfsberg), im südlichen Burgenland und im Bezirk Rohrbach in Oberösterreich. Aus den Bundesländern Tirol und Vorarlberg waren dagegen 2012 noch keine Fälle bekannt.
Gesteigerte öffentliche Aufmerksamkeit erfuhr das Virus und seine Folgen 2012, als der aus der Steiermark stammende, in Deutschland wirkende Fußballtrainer Ralph Hasenhüttl (* 1967) krankheitsbedingt vor dem Ende seiner Berufsverpflichtung stand.  Hasenhüttl erzählte später in einem (TV-)Interview, er dürfte bei der Reinigung seiner Terrasse virusdurchsetzten Staub eingeatmet haben.

#### Schweiz
In der Schweiz sind Hantavirus-Infektionen bisher nur als Einzelfälle beschrieben worden.

#### Luxemburg
Es liegen keine Daten zu in Luxemburg erworbenen Hantavirus-Infektionen vor.

### Vereinigte Staaten

Fälle von HPS in den Vereinigten Staaten nach Bundesstaat im Zeitraum von 1993 bis Juli 2012:
> 50 Fälle
16–50 Fälle
1–15 Fälle

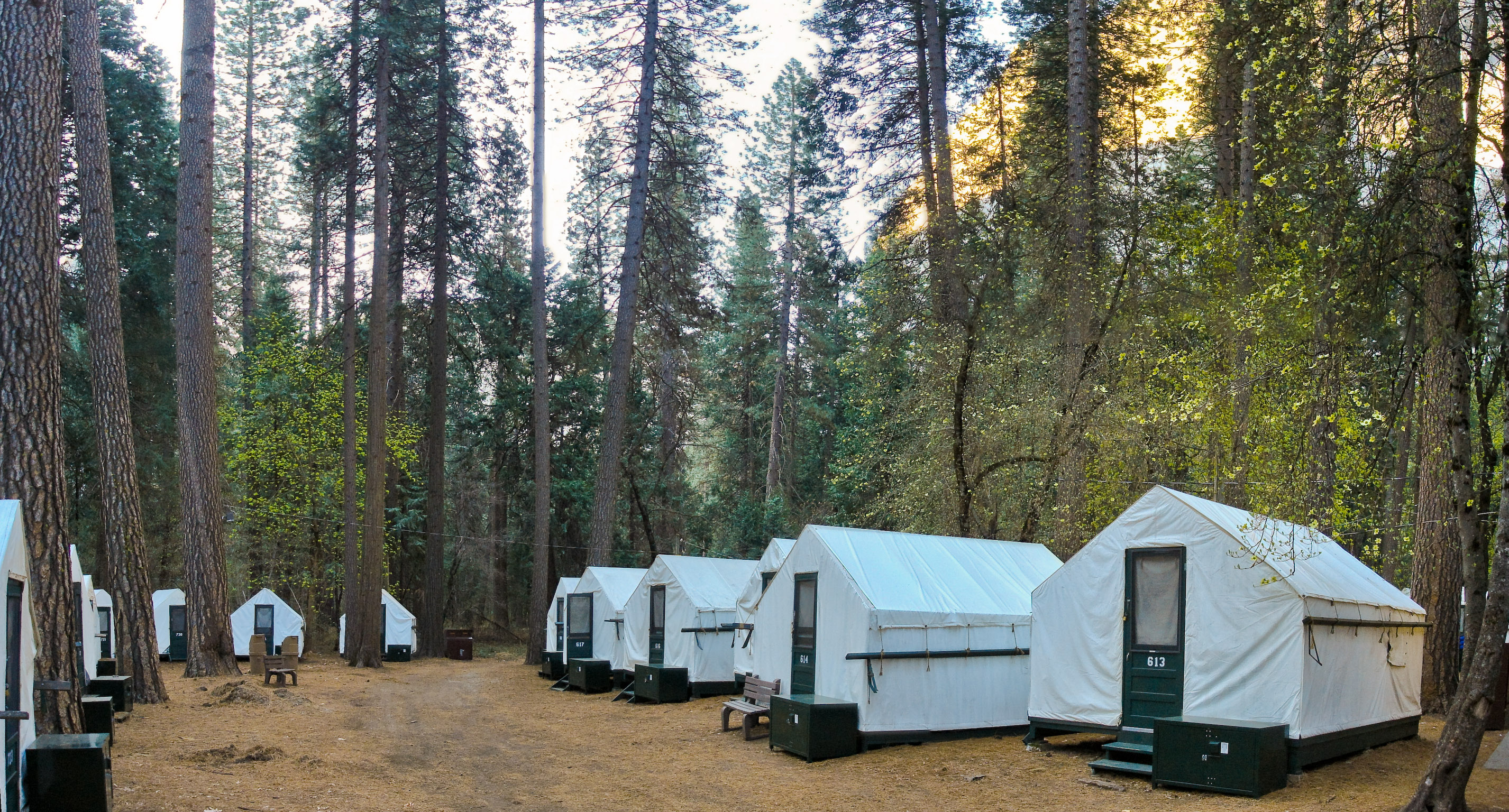
Im Yosemite-Nationalpark (hier: Curry Village, Foto aus dem Jahr 2008) kam es im Juli/August 2012 zu Hantavirus-Infektionen bei mehreren Touristen, die zum Teil tödlich verliefen.

In den Vereinigten Staaten wurden bis 2022 insgesamt 864 Fälle von Hantavirus-Infektionen registriert, wovon im Durchschnitt 35 % tödlich verliefen. Davon waren 834 Fälle des Hantavirus-assoziiertem pulmonalem Syndrom (HPS). 62 % der Betroffenen sind Männer, das mittlere Alter aller Infizierten liegt bei 39 Jahren mit einer Spannweite von 5 bis 88 Jahren. Ganz überwiegend sind die Bundesstaaten im Südwesten betroffen, 94 % der Fälle traten westlich des Mississippi auf.
| Jahr         | Anzahl der Infektionen | Tödlicher Ausgang (in Prozent) |
| ------------ | ---------------------- | ------------------------------ |
| 1993         | 48                     | 56,3                           |
| 1994         | 32                     | 37,5                           |
| 1995         | 24                     | 41,7                           |
| 1996         | 22                     | 31,8                           |
| 1997         | 23                     | 21,7                           |
| 1998         | 33                     | 27,3                           |
| 1999         | 43                     | 32,6                           |
| 2000         | 46                     | 23,9                           |
| 2001         | 11                     | 27,3                           |
| 2002         | 23                     | 43,5                           |
| 2003         | 31                     | 29,0                           |
| 2004         | 27                     | 18,5                           |
| 2005         | 34                     | 29,4                           |
| 2006         | 41                     | 41,5                           |
| 2007         | 29                     | 41,4                           |
| 2008         | 24                     | 50,0                           |
| 2009         | 20                     | 25,0                           |
| 2010         | 22                     | 27,3                           |
| 2011         | 24                     | 50,0                           |
| 2012         | 30                     | 33,3                           |
| 2013         | 21                     | 42,9                           |
| 2014         | 35                     | 40,0                           |
| 2015         | 25                     | 24,0                           |
| 2016         | 38                     | 34,2                           |
| 2017         | 36                     | 25,0                           |
| 2018         | 23                     | 21,7                           |
| 2019         | 20                     | 30,0                           |
| 2020         | 17                     | 17,6                           |
| 2021         | 16                     | 31,3                           |
| 2022         | 13                     | 30,8                           |
| Gesamt       | 831 (+31) 1            |                                |
| Durchschnitt | 27,7                   | 33,9                           |
| Quelle: CDC  |                        |                                |

Im Sommer 2012 kam es zu einer Reihe von HPS-Erkrankungen mit drei Todesfällen bei Touristen, die im kalifornischen Yosemite-Nationalpark übernachtet hatten. Der genaue Ort der Infektion konnte bislang nicht ermittelt werden: Nachdem zunächst Nagetiere im Umfeld von Zeltkabinen verdächtigt wurden, trat ein weiterer Fall in einem anderen Teil des Parks auf. Daraufhin wurden im September 2012 alle Parkbesucher der Sommersaison gewarnt und aufgefordert, beim Auftreten von Symptomen einer Lungenerkrankung sofort ärztliche Hilfe zu suchen und auf den Parkbesuch hinzuweisen.

### Lateinamerika
Aus verschiedenen süd- und mittelamerikanischen Staaten sind Hantavirus-Infektionen dokumentiert. Hierzu zählen Argentinien, Bolivien, Brasilien, Chile, Ecuador, Paraguay, Panama, Uruguay und Venezuela. In Mexiko, Kolumbien und Costa Rica wurden Hantaviren gefunden, die dem Sin-Nombre-Virus ähneln, aber beim Menschen anscheinend keine Erkrankung auslösen. Die meisten Fälle traten in Brasilien auf. Die Letalität des Hantavirus-assoziierten pulmonalen Syndroms entsprach dort mit etwa 37 % derjenigen in den Vereinigten Staaten.
In Argentinien und Chile dominiert das 1998 identifizierte Andes-Virus (ANDV), das sowohl die fiebrige Nieren-Form (HFRS) als auch die gefährliche Herz-Lungen-Form (HCPS) der Hantavirenkrankheit verursacht. In Chile wurden zwischen 1993 und 2001 204 HCPS-Erkrankungsfälle gezählt, von denen anfänglich mehr als die Hälfte, zuletzt etwa ein Drittel tödlich verliefen. In Argentinien, wo das Andes-Virus im Anschluss an die schweren HPS-Ausbrüche der Jahre 1995 und 1996 erstmals isoliert wurde, soll auch die Übertragbarkeit des Virus von Mensch zu Mensch beobachtet worden sein.

## Systematik
Nach ICTV mit Stand 11. April 2024 gliedert sich die Familie wie folgt:
Familie Hantaviridae
- Unterfamilie Actantavirinae
  - Gattung Actinovirus
    - Spezies Actinovirus bernense mit Bern perch virus
    - Spezies Actinovirus halieutaeae mit Wēnlǐng minipizza batfish virus
    - Spezies Actinovirus lophii mit Wēnlǐng yellow goosefish virus
    - Spezies Actinovirus triacanthodis mit Wēnlǐng red spikefish virus

- Unterfamilie Agantavirinae
  - Gattung Agnathovirus
    - Spezies Agnathovirus eptatreti mit Wēnlǐng hagfish virus

- Unterfamilie Mammantavirinae
  - Gattung Loanvirus
    - Spezies Loanvirus brunaense (früher Mouyassue loanvirus) mit Brno virus (BRNV) in Tschechien, Mouyassué virus (MOYV) in Sierra Leone[42][43][44] und evtl. Magboi virus (MGBV) – Erstes Fledermaus-assoziiertes Hantavirus, in Sierra Leone und Elfenbeinküste,[A. 1][43][44]
    - Spezies Loanvirus longquanense mit Lóngquán virus (LQUV) in China

  - Gattung Mobatvirus
    - Spezies Mobatvirus laibinense mit Láibīn virus BT20 (LBV) in China und Láibīn virus BT33
    - Spezies Mobatvirus lenaense mit Lena virus
    - Spezies Mobatvirus novaense mit Nova virus 3483 (Te34) und Nova virus BE/Vieux-Genappe/TE/2013/2
    - Spezies Mobatvirus quezonense mit Quezon virus
    - Spezies Mobatvirus xuansonense mit Xuân Sơn virus PR15  (XSV)[45] in Vietnam[46][43][44] und Xuân Sơn virus Yunnan-Hp-125/China/2022 in Yunnan

  - Gattung Orthohantavirus
    - Spezies Orthohantavirus andesense (früher Andes orthohantavirus) mit Andes virus (ANDV),[47][48][A. 2] Castelo dos Sonhos virus, Lechiguanas virus und Orán virus
    - Spezies Orthohantavirus asamaense mit Asama virus
    - Spezies Orthohantavirus asikkalaense mit Asikkala virus[47]
    - Spezies Orthohantavirus bayoui mit Bayou virus (BAYV),[A. 3] Bayou virus HV F0260003 und Catacamus virus(CATV)[49]
    - Spezies Orthohantavirus boweense mit Bowé virus
    - Spezies Orthohantavirus brugesense mit Bruges virus
    - Spezies Orthohantavirus caobangense mit Cao Bằng virus und Liánghé virus
    - Spezies Orthohantavirus chocloense mit Choclo virus MSB96073 und Choclo virus 131232hk
    - Spezies Orthohantavirus dabieshanense mit Dàbiéshān virus und Dàbiéshān virus
    - Spezies Orthohantavirus delgaditoense mit Caño Delgadito virus (CALV)[A. 1]
    - Spezies Orthohantavirus dobravaense mit Dobrava virus Ano/Poroia/Afl9/1999 (DOBV-Af),[47][A. 4] Dobrava virus B13, Kurkino virus (KURV, DOBV-Aa), Saaremaa virus (SAAV)[49][50][A. 5] und Sochi virus (DOBV-Ap)
    - Spezies Orthohantavirus fugongense mit Fúgòng virus
    - Spezies Orthohantavirus fusongense mit Fǔsōng virus
    - Spezies Orthohantavirus hantanense mit Hantaan virus 76-118 (HTNV) alias Hantaan River virus 76-118, Hantaan virus Aa17-285 alias Hantaan River virus Aa17-285, Amur virus (AMRV)[49] und Soochong virus (SOOV)[49]
    - Spezies Orthohantavirus jejuense mit Jeju virus und Jeju virus
    - Spezies Orthohantavirus kenkemeense mit Kenkeme virus
    - Spezies Orthohantavirus khabarovskense mit Khabarovsk virus Fuyuan-Mm-217 (KHAV),[A. 1] Khabarovsk virus Fuyuan-Mm-250 und Topografov virus (TOPV)[49][A. 1]
    - Spezies Orthohantavirus luxiense mit Lúxī virus
    - Spezies Orthohantavirus maporalense mit Maporal virus
    - Spezies Orthohantavirus montanoense mit Montaño virus
    - Spezies Orthohantavirus moroense mit El Moro Canyon virus (ELMCV),[51][A. 1] Carrizal virus (CARV)[49] und Huitzilac virus (HUIV)[49]
    - Spezies Orthohantavirus necocliense mit Necoclí virus
    - Spezies Orthohantavirus negraense mit Rio Mamoré virus (RIOMV),[49][A. 3] Maripa virus (MARV)[49] und Laguna Negra virus (LANV)[A. 3]
    - Spezies Orthohantavirus nigrorivense mit Black Creek Canal virus (BCCV)[A. 3]
    - Spezies Orthohantavirus oxbowense mit Oxbow virus
    - Spezies Orthohantavirus prospectense mit Prospect Hill virus (PHV)[A. 1]
    - Spezies Orthohantavirus puumalaense mit Puumala virus CG1820 (PUUV),[47][A. 4] Puumala virus Sotkamo, Hokkaido virus (HOKV)[49] und Muju virus (MUJV),[49] Bloodland lake virus (BLV),[52][51] evtl. auch Isla Vista virus (ISLAV)[A. 1]
    - Spezies Orthohantavirus robinaense mit Robina virus
    - Spezies Orthohantavirus rockportense mit Rockport virus
    - Spezies Orthohantavirus sangassouense mit Sangassou virus  (SANGV)[A. 5]
    - Spezies Orthohantavirus seewisense (früher Amga orthohantavirus oder Seewis orhtohantavirus) mit Seewis virus[47] und Amga virus
    - Spezies Orthohantavirus seoulense mit Seoul virus (SEOV oder SOUV),[47][A. 4] Gōu virus und Seoul virus
    - Spezies Orthohantavirus sinnombreense mit Sin Nombre virus NM R11 (SNV) alias Four Corner virus, Muerto Canyon virus oder Convict Creek virus,[51][47][A. 3] Sin Nombre virus NM H10, New York virus (NYV)[49] Blue River virus, Monongahela virus
    - Spezies Orthohantavirus tatenalense mit Tatenale virus
    - Spezies Orthohantavirus thailandense mit Anjozorobe virus,[49][53] Serang virus (SERV),[49] Thailand virus Thai749  (THAIV)[A. 1] und Thailand virus MDG3887MG9
    - Spezies Orthohantavirus tigrayense mit Tigray virus
    - Spezies Orthohantavirus tulaense mit Tula virus (TULV)[51][47][A. 1] und Adler virus
    - Spezies Orthohantavirus yakeshiense mit Yákèshí virus
    - Spezies „Muleshoe virus“ (MULV, Vorschlag)
    - Spezies „Rio Segundo hantavirus“ alias „Reithrodontomys mexicanus hantavirus“ (Vorschlag) mit Rio Segundo virus (RIOSV alias HMV-2)[51][A. 1]
    - Spezies „Huangpi virus“ (HUPV)[54] in China
    - Spezies „Makokou hantavirus“ mit Makokou virus (MAKV)[55] in Gabun
    - Spezies „Azagny virus“ (AZGV) befällt die Weißzahnspitzmaus Crocidura obscurior (en.: African pygmy shrew)[56]
    - Spezies „Calabazo virus“[57]
    - Spezies „Gou Virus“[58]
    - Spezies „Limestone Canyon orthohantavirus“ mit Limestone Canyon virus[59]
    - Spezies „Playa de Oro hantavirus“ mit Playa de Oro Virus in Mexico,[60] befällt die Reisratten Oryzomys couesi und die Baumwollratte Sigmodon mascotensis[61]
    - Spezies „Tanganya virus“ (TGNV)[62] befällt die Weißzahnspitzmaus Crocidura theresae (en.: Therese’s shrew)[63]

  - Gattung Thottimvirus
    - Spezies Thottimvirus imjinense mit Imjin virus Cixi-Cl-23 (MJNV)[56][A. 6] und Imjin virus Cl 05-11
    - Spezies Thottimvirus thottapalayamense mit Thottapalayam virus VRC 66412  (TPMV)[A. 1][A. 7] und Thottapalayam virus Wencheng-Sm-305[A. 7]

- Unterfamilie Repantavirinae
  - Gattung Reptillovirus
    - Spezies Reptillovirus hemidactyli mit Hǎinán oriental lead-toed gecko virus

## Meldepflicht
In Deutschland ist der direkte oder indirekte Nachweis von Hantaviren namentlich meldepflichtig nach § 7 des Infektionsschutzgesetzes (IfSG), soweit der Nachweis auf eine akute Infektion hinweist. Meldepflichtig sind hinsichtlich des Erregers vor allem die Leitungen der Labore usw. (§ 8 IfSG). Zudem ist virusbedingtes hämorrhagisches Fieber eine namentlich meldepflichtige Krankheit nach § 6 Absatz 1 IfSG. Diese Meldepflicht besteht bei Verdacht, Erkrankung und Tod. Meldepflichtig sind hinsichtlich virusbedingtem hämorrhagischen Fieber die feststellenden Ärzte usw. (§ 8 IfSG).
Hanta-Virus-Infektionen sind in Österreich gemäß § 1 Absatz 1 Nummer 2 Epidemiegesetz 1950 bei Erkrankung und Tod anzeigepflichtig. Zur Anzeige verpflichtet sind unter anderen Ärzte und Labore (§ 3 Epidemiegesetz 1950).
In der Schweiz ist der positive und negative laboranalytische Befund zu einem Hanta-Virus meldepflichtig und zwar nach dem Epidemiengesetz (EpG) in Verbindung mit der Epidemienverordnung und Anhang 3 der Verordnung des EDI über die Meldung von Beobachtungen übertragbarer Krankheiten des Menschen. Meldepflichtig ist das untersuchende Labor. Zudem ist die Erkrankung Hanta-Fieber meldepflichtig nach den genannten Normen und Anhang 1 der genannten Verordnung des EDI. Meldepflichtig sind Ärzte, Spitäler usw.